# Key Largo (Florida)
Key Largo è un census-designated place degli Stati Uniti d'America situato nella parte centrale della contea di Monroe dello stato della Florida, nelle isole Florida Keys.
Secondo le statistiche del 2010, la città ha una popolazione di 10.433 abitanti su una superficie di 39,6 km2.